# Philomena Mensah
Pour les articles homonymes, voir Mensah.
Philomena Mensah (née le 11 mai 1975 à Accra) est une athlète ghanéenne naturalisée canadienne en 1998, spécialiste du 100 mètres.

## Carrière

### Palmarès
| Date                   | Compétition                    | Lieu                  | Résultat              | Épreuve               |
| Représentant le Ghana  | Représentant le Ghana          | Représentant le Ghana | Représentant le Ghana | Représentant le Ghana |
| ---------------------- | ------------------------------ | --------------------- | --------------------- | --------------------- |
| 1990                   | Championnats d'Afrique         | Le Caire              | 2e                    | 4 × 100 m             |
| 1994                   | Championnats d'Afrique juniors | Alger                 | 1re                   | 100 m                 |
| 1994                   | Championnats d'Afrique juniors | Alger                 | 3e                    | 200 m                 |
| 1994                   | Championnats du monde juniors  | Lisbonne              | 3e                    | 100 m                 |
| Représentant le Canada |                                |                       |                       |                       |
| 1998                   | Coupe du monde des nations     | Johannesburg          | 2e                    | 4 x 100 m             |
| 1998                   | Jeux du Commonwealth           | Kuala Lumpur          | 2e                    | 100 m                 |
| 1999                   | Championnats du monde en salle | Maebashi              | 3e                    | 60 m                  |
| 1999                   | Jeux panaméricains             | Winnipeg              | 5e                    | 100 m                 |
| 1999                   | Jeux panaméricains             | Winnipeg              | 4e                    | 4 x 100 m             |
| 1999                   | Championnats du monde          | Séville               | 6e                    | 4 x 100 m             |

### Records
| Épreuve | Performance | Lieu          | Date                        |
| ------- | ----------- | ------------- | --------------------------- |
| 60 m    | 7 s 02      | Gand Maebashi | 11 février 2000 7 mars 1999 |
| 100 m   | 11 s 03     | Monachil      | 10 août 1999                |